# Santuari de Nostra Senyora de Vida
El Santuari de Nostra Senyora de Vida o Ermita de la Mare de Déu de Vida és un edifici religiós reconstruït el segle xvii i situat al municipi de Cistella (Alt Empordà). És una ermita situada dalt d'un turó situat a uns dos quilòmetres al nord-est del nucli de Cistella, al cim d'un turó cobert d'olivars, des d'on es gaudeix d'una àmplia vista a ponent del poble de Cistella i de bona part de la plana empordanesa. L'edifici forma part de l'Inventari del Patrimoni Arquitectònic de Catalunya. Al santuari se celebren anualment aplecs al desembre i el Dilluns de Pasqua.

## Descripció

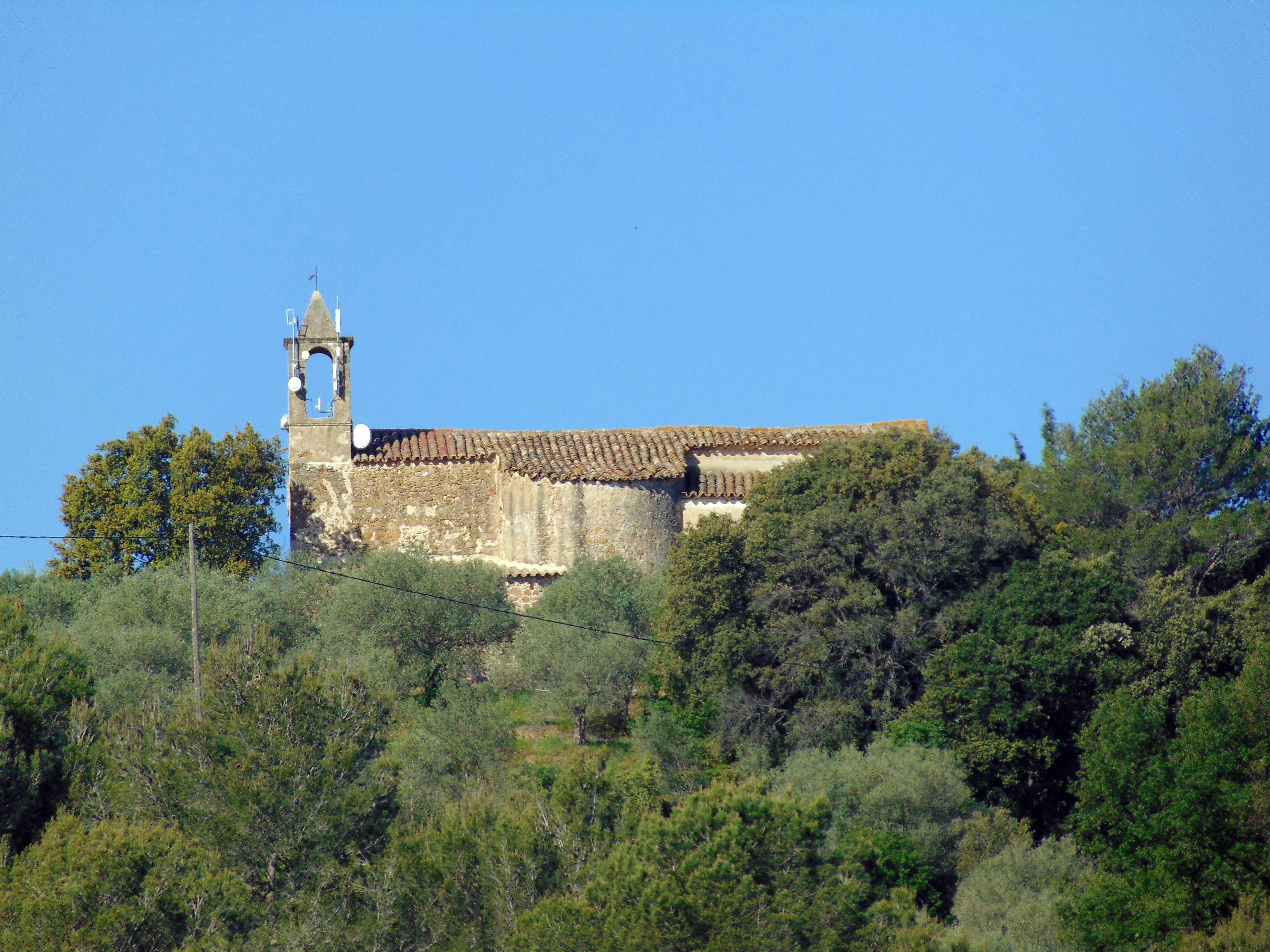
Ermita vista des de Cistella

És un edifici de planta rectangular, d'una sola nau. La porta d'accés, rectangular, està situada a la façana de ponent. La llinda presenta relleus que representen dovelles de pedra i la inscripció següent: "FRANCISCO VEHI ME FECIT 1695 RECTOR HUIUS PARROQUIAE. AVE MARIA ANUNTIASIONSIS ET VITE SINE PECATO CONCEPTA". A la part superior de la llinda hi ha l'anagrama de la Mare de Déu en baix relleu. Una porta situada al costat, actualment tapiada, presenta a la llinda la inscripció: "FRANCISCUS VEHI RECTOR UIUS PARROCHIE ME FECIT 1667". Un petit campanar s'eleva a l'angle sud-est de la capella. És de base quadrada amb obertures d'arc de mig punt. L'interior, emblanquinat, és cobert amb volta de maó. Es conserva el primitiu absis de planta semicircular, orientat a llevant que, durant la reforma del segle xvii va quedar convertit en capella lateral.

## Història

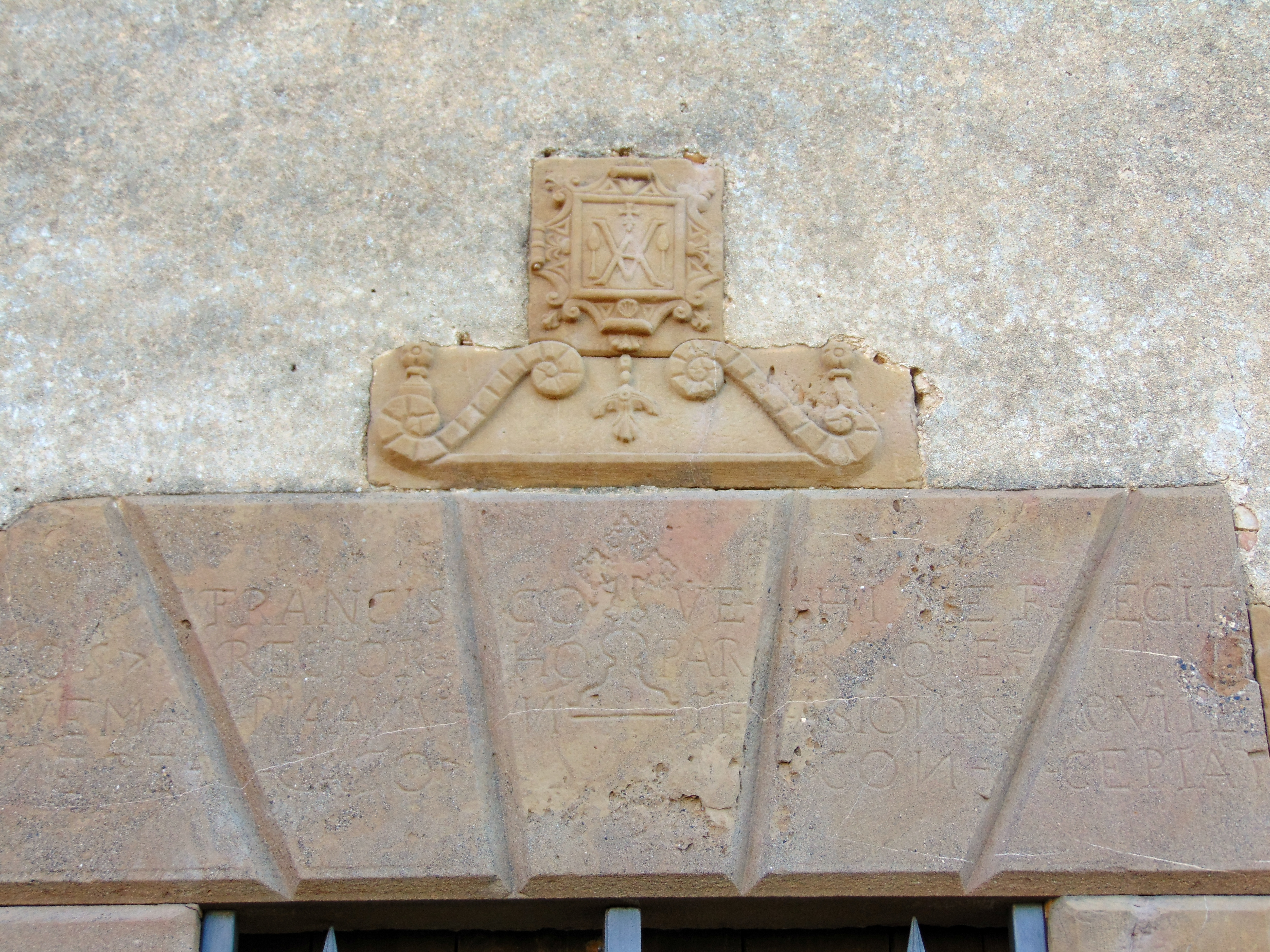
Llinda i relleu sobre la porta

La capella primitiva estava dedicada a sant Miquel, i havia estat construïda pels veïns de Cistella el 1429 al lloc que llavors s'anomenava Puig Corcoll. El 9 de setembre de 1429 el bisbe de Girona va concedir llicència per a construir una capella dedicada a Sant Miquel a la parròquia i terme de Cistella i en el lloc conegut per "Puig Corcoyll". El 15 de novembre de 1450 es consagrà la primera capella, que devia ser de dimensions molt reduïdes.
A la segona meitat del segle xvii, el rector Francesc Vehí la reconstruí i segurament fou aleshores que s'hi instaurà la dedicació a la Mare de Déu de Vida. Més endavant, a mitjans de segle xviii es va bastir la volta i cap a finals del segle xix es feu una altra ampliació, cap a la banda est. De la primera església del segle xv de la que només se'n conserva l'absis, convertit en capella lateral dedicada al culte a sant Miquel. L'any 1985 es restaurà la teulada i es feren algunes obres de reparació de l'edifici.